# Keduyung
Keduyung is een bestuurslaag in het regentschap Lamongan van de provincie Oost-Java, Indonesië. Keduyung telt 839 inwoners (volkstelling 2010).